# Giovanni Battista Imberti
Giovanni Battista Imberti (Racconigi, 21 aprile 1880 – Racconigi, 29 maggio 1955) è stato un imprenditore e politico italiano.

## Biografia
Erede di una ricca famiglia di commercianti e banchieri, alla morte dello zio paterno, Giovanni Battista Imberti eredita la società bacologica omonima e quote della banca di famiglia. Inizia fin da giovane la carriera nel mondo sociale all'interno delle istituzioni della sua città natale, Racconigi. Dopo incarichi minori inizia l'ascesa politica ricoprendo numerosi incarichi tra cui ricordiamo: consigliere comunale di Racconigi (1910); consigliere provinciale di Cuneo (1914); commissario straordinario della Camera di commercio di Cuneo (1926-1927); podestà di Cuneo (24 aprile 1927- 19 marzo 1938); vicepresidente della Camera di commercio di Cuneo (1927-1938); commissario prefettizio di Racconigi (1930-1933).
Nel 1919 viene eletto deputato nel gruppo dell'onorevole Giolitti. Venne eletto per la prima volta senatore nel 1921 tra le file del Gruppo Popolare. Venne riconfermato nel 1924 nel collegio di Cuneo per il Partito Nazionale Fascista. Fu membro della commissione agricoltura e della commissione per l'autarchia.
L'Alta Corte di Giustizia per le Sanzioni contro il Fascismo (ACGSF) lo dichiarò decaduto il 25 luglio 1945 in quanto "senatore nominato nel 1943; senatore nominato perché ex deputati o ex consiglieri nazionali eletti dopo il 1929".